# Симбу
Симбу (на английски: Chimbu Province; на ток писин: Simbu) е провинция на Папуа Нова Гвинея. Населението ѝ е 376 473 души (2011 г.), а площта 6100 кв. км. Намира се в часова зона UTC+10. Най-високата планина в ПНГ е на северната граница на Симбу. Административен център на провинцията е град Кундиава. Провинцията е създадена през 1966 г. след отделянето ѝ от провинция Източни височини.